# 范村墓群
范村墓群，是位于中国山东省泰安市东平县东平街道刘范村、李范村的汉代古墓葬群，1985年入选东平县第一批文物保护单位。
范村墓群分布面积约30000平方米，现存三座呈三角形排列的封土墓，为黄粘土筑造，曾出土动物模型、陶制器具和画像石等。